# A scuola con filosofia
A scuola con filosofia (La Philo selon Philippe) è una serie televisiva francese trasmessa in Francia dal 1995 e in Italia dal 1998.
Questa serie racconta di un gruppo di studenti francesi, dei loro primi amori e delle loro vicissitudini con il nuovo professore di filosofia, il professor Philippe Daubigné, che dopo alcuni contrasti iniziali riesce a conquistarsi la fiducia di tutta la classe, fino a diventarne confidente ed amico.
I produttori, la AB Productions, avevano firmato anche altre due serie televisive prima di questa ed entrambe trasmesse in Italia con il titolo di Primi baci e Hélène e i suoi amici.

## Personaggi
- Philippe, interpretato da Yannick Debain, doppiato da Marco Mete.
- Muriel, interpretata da Karine Lazard, doppiata da Cristina Boraschi.
- Gautrat, interpretato da Patrick Palmero, doppiato da Nino Prester.
- Michel, interpretato da Paul-Régis Label, doppiato da Francesco Pezzulli.
- Serge, interpretato da Alexis Loret, doppiato da Riccardo Rossi.
- Yves, interpretato da Arnaud Riverain, doppiato da Alessandro Tiberi.
- Bernard, interpretato da Alain Delanis, doppiato da Fabrizio Manfredi.
- Fabien, interpretato da Jérémy Wulc, doppiato da Paolo Vivio.
- Florence, interpretata da Aurore Bunel, doppiata da Federica De Bortoli.
- Sophie, interpretata da Alexandra Mancey, doppiata da Tiziana Avarista.
- Bernadette, interpretata da Dorothée Pousséo, doppiata da Claudia Pittelli.
- Audrey, interpretata da Aurélie Anger, doppiata da Emanuela Baroni.
- Emily, doppiata da Georgia Lepore.

## Episodi
| Stagione       | Episodi | Prima TV Francia | Prima TV Italia |
| -------------- | ------- | ---------------- | --------------- |
| Prima stagione | 98      | 1995-1996        | 1998            |